# خوارزمی باستان
زبان خوارزمی باستان
این زبان از زیرشاخۀ های زبان ایرانی آغازین(پروتو) بوده است.هلموت هومباخ براساس پژوهشی نشان داده است که خوارزمی باستان زبانی متفاوت از زبان اوستایی بوده است و از همین رو خوارزم را خاستگاه زردشت و اوستا قلمداد نمی‌کند.